# Пляхова
Пляхова́ — село в Україні, у Глуховецькій громаді Хмільницького району Вінницької області. Населення становить 654 осіб.

## Географія
Селом протікає Струмок Гнилоп'ятка, права притока Гнилоп'яті.

## Історія
У першій половині 19 століття село було резиденцією княгині Олімпії Миколаївни Радзивіл.
В селі знаходилась дерев'яна православна Свято-Аннинська церква, побудована у XVIII столітті, точна дата невідома.
Свято-Аннинська церква згоріла під час пожежі в грудні 2002 року
З 1923 до 2020 село входило до Козятинського району.

## Демографія
У 1864 році населення села складалось із 606 осіб православного віросповідання та 58 осіб католицького.
У 1867 році в селі нараховувалось 622 особи, з них чоловіки — 312, жінки — 310. В селі знаходилась 1 церква та 78 дворів.
У 1873 році в селі нараховувалось 656 мешканців обох статей, з них — 17 церковної приналежності; 37 — військових; купців, цехових та інших обивателів — 7 осіб; селян — 595 осіб. В селі нараховувалось 84 двори.
У 1970 році населення села нараховувало 1095 осіб.

### Мова
Розподіл населення за рідною мовою за даними перепису 2001 року:
| Мова       | Кількість | Відсоток |
| ---------- | --------- | -------- |
| українська | 651       | 99.54%   |
| російська  | 3         | 0.46%    |
| Усього     | 654       | 100%     |

## Відомі мешканці

### Уродженці
- Лазаренко Людмила Миколаївна (нар. 12 лютого 1963) — українська мікробіологиня, що працює в галузі вірусології, докторка біологічних наук, лауреатка Державної премії України в галузі науки і техніки.